# Alschain
Alschain oder Alshain (arabisch الشاهين, DMG aš-šāhīn ‚der (Wander-)Falke‘) ist die Bezeichnung für den Stern Beta Aquilae (β Aquilae, kurz β Aql) im Sternbild Adler. Obwohl Beta normalerweise den zweithellsten Stern eines Sternbilds bezeichnet, ist Alschain nur der siebenthellste Stern des Adlers. Er hat eine scheinbare Helligkeit von +3,71 mag und ist ein oranger Unterriese der Spektralklasse G8. Seine Entfernung beträgt 44 Lichtjahre; damit ist Alschain ein relativ naher Stern. Er besitzt die 1,3-fache Sonnenmasse und den etwa dreifachen Sonnenradius. Die Phase des Wasserstoffbrennens in seinem Kern ist zu Ende und er wird "bald" ein leuchtkräftiger Roter Riese werden. Es konnten geringfügige Helligkeitsschwankungen von Alschain mit einer Amplitude von etwa 0,05 mag nachgewiesen werden. Außerdem ist er ein Mehrfachstern. In 12,8" Entfernung umkreist ihn ein Roter Zwerg der Spektralklasse M3 und scheinbaren Helligkeit von +11,4 mag. Dieser Begleiter ist leuchtschwach und besitzt nur 0,3 Sonnenmassen, wird aber wesentlich länger als die Hauptkomponente existieren. Ein dritter Begleiter der scheinbaren Helligkeit von +10,5 mag umkreist den Zentralstern in 175" Entfernung.